# 联合打击战斗机计划
聯合打擊戰鬥機計劃（英語：Joint Strike Fighter Program，簡稱JSF）是一個發展和收購的國際性國防計劃，將為美國和其盟國取代大量的老化中的戰鬥機、戰鬥轟炸機和攻擊機。波音的X-32和洛克希德公司的X-35經過一輪競爭之後，最後選擇了X-35的設計作基礎。這就是F-35閃電II攻擊戰鬥機，它在未來將取代各種西方主力戰機，包括F-16、A-10、F/A-18、AV-8B和海鷂式戰機。

## 計劃要求
- 低成本（Affordable）

所有新戰機將在其目標成本內進行採購。它的運行和維護成本必須大大減少。
- 高致命性（Lethal）

新戰機需不受天氣限制，可進行空對地的精確打擊，同時精於空對空的戰鬥。
- 高存活性（Survivable）

新戰機必須是擁有低可偵測性的超音速戰鬥機。
- 高支援性（Supportable）

新戰機必須擁有高可靠性和可維護性，並比傳統飛機更容易升級。

## 計劃背景

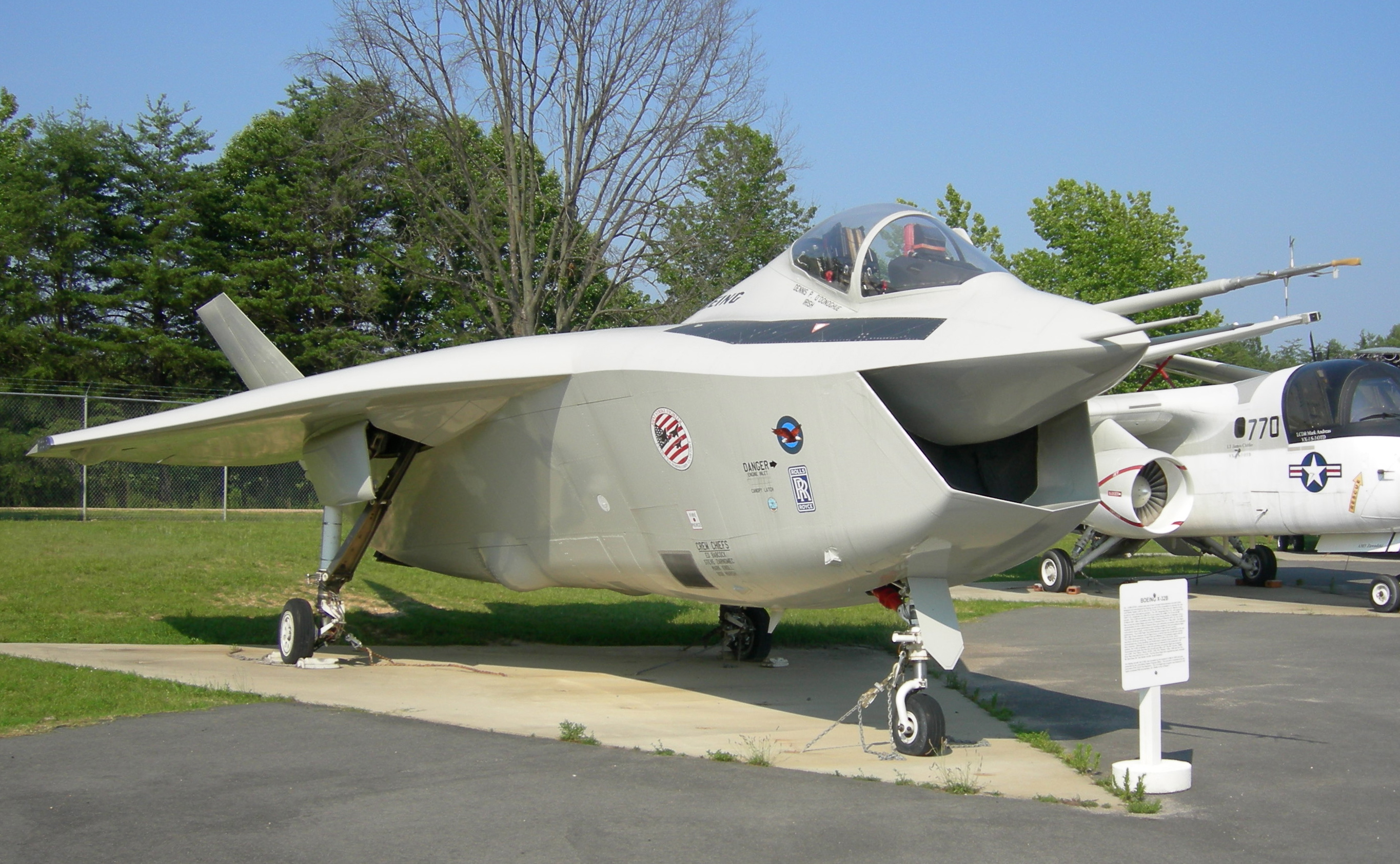
落選的X-32B原型機

聯合打擊戰鬥機計劃項目是共同可負擔之輕型戰鬥機（英語：Common Affordable Lightweight Fighter，簡稱CALF）和聯合先進攻擊技術（英語：Joint Advanced Strike Technology，簡稱JAST）兩個項目的合併，合併後的項目在聯合先進攻擊技術的名義下繼續，一直到工程製造和發展階段才易名為聯合攻擊戰鬥機。
CALF是美國國防部計劃建立為美國海軍陸戰隊提供一種垂直／短場起降型打擊戰鬥機和替代F-16的地位。在1980年代後期，美國空軍放棄了採用F-16的升級版敏捷隼，並開始考慮其他設計。在1992年，海軍陸戰隊和空軍同意共同發展CALF，也被稱為先進垂直／短場起降型（英語：Advanced Short Takeoff and Vertical Landing，簡稱ASTOVL）。
聯合先進攻擊技術（JAST）計劃則於1993年開始，聯合先進攻擊技術是執行美國國防部的建議，對包括美國海軍中的共同攻擊戰鬥機計劃（英語：Common Strike Fighter program）進行對一個由下而上的審查。審查還允許國防部繼續開發F-22戰鬥機和F/A-18E/F超級大黃蜂的計劃，取消多功能戰機（英語：Multi-Role Fighter，簡稱MRF）和A/FX計劃，並減少採購F-16和F/A-18C/D。聯合先進攻擊技術項目辦公室於1994年1月27日成立，以開發軍用飛機、武器和傳感技術為主，其目的是取代幾種美國和英國的戰機。
在1995年11月，英國正式簽署了諒解備忘錄成為此計劃一個正式的合作夥伴，並同意支付2億美元的研發費用。

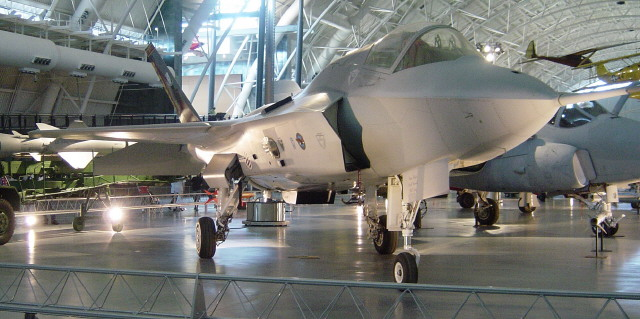
美國國家航空及太空博物館展出的X-35

## JSF競爭
早在1993年計畫推出時，洛克希德、諾斯洛普、波音、麥道（後和波音合併）三間公司都表示有意參與。麥道公司的設計因為太複雜，所以落選了。
在1994年6月，洛克希德透露，它和俄羅斯的雅科夫列夫設計局在競爭聯合先進攻擊技術的合約上進行合作，包括購買來自雅科夫列夫的設計數據；根據《簡氏世界飛機大全2000-2001》的資料，洛克希德購買的數據是從同樣使用垂直／短場升降，但最后被取消的Yak-141計劃抽出的。

聯合攻擊戰鬥機計劃的徽章

在1996年11月16日，洛克希德和波音獲得開發「JSF概念展示階段」（Joint Strike Fighter concept demonstration phase）的合同。每家公司將生產兩台技術展示機，以展示傳統起降（CTOL）、航空母艦起降和垂直／短場起降（STVOL），和短期起飛和垂直著陸（STOVL型）。洛克希德和波音分別得到7.5億美元的資金，作發展兩台展示機之用。這樣資金限制目的是防止承包商為贏得重要合約而搞到自己破產。
同樣在1996年，英國國防部發布了未來艦載飛機（英語：Future Carrier Borne Aircraft）項目。這項計劃要求一款新式的艦載機，以更換老化中的海鷂式戰鬥機（和後來的鷂式） ；其後於2001年1月，英國國防部決定選用聯合攻擊戰鬥機。
兩架X-32展示機為了降低生產成本，本選用三角翼設計。然而，到了原型建設的第8個月，美國海軍提高了联合打击战斗机计划要求的機動性和負載量，波音公司的三角翼設計達不到新的目標。工程師們提出了轉用傳統尾翼的新設計，同時降低重量和提高靈活性，但改裝原型的工作因時間關係而無法完成。
兩台洛克希德展示機進行了飛行測試：X-35A（後來的X-35B）和擁有較大主翼及垂直尾翼的X-35C。X-35在試飛中有力地證明了它的能力比對手X-32更突出，其中X-35B垂直／短場起降型原型，滑行500英尺（150米）後就可起飛，並到達超音速的速度，最後垂直降落的表現，波音的X-32原型機是無法完成。
經過各階段試驗後，X-35於2001年10月26日擊敗X-32獲選，並授予編號為F-35。聯合打擊戰鬥機計劃正式進入了SDD（System Development and Demonstration；系統開發實驗）階段、實驗為期126個月、費用高達200億美元。

### 競爭結果
美國國防部官員和英國國防採辦部長說，儘管X-32和X-35的各種能力均達到要求，但X-35的表現大大勝過X-32。
洛克希德公司的X-35成為F-35的藍本。時任美國國防部長羅伯特·蓋茨於2009年4月6日宣布，美國將購買2443台F-35。

### 其他不採用波音X-32的理由
- 空中加油
  - X-32在空中加油時不能吸穩加油管
  - 在加油過程差點把機頭儀器撞斷，吸進發動機，造成極大潛在危險。
- 垂直起降
  - 在一次垂直降落的試飛中，發動機吸入自身排出的熱氣，令飛機突然喪失升力。
  - X-32的高溫廢氣直接向下排出，會對跑道造成傷害。
  - 在機輪放下狀態期間投放武器會傷害到機輪。

### 命名
F-35在2006年7月7日在美國德克薩斯州沃思堡首次公開展示，美國空軍參謀長莫斯利宣佈，該型飛機正式命名為「閃電II」，以紀念同名的美国P-38「閃電」戰鬥機和英国「閃電」雙引擎超音速戰鬥機。

## 參與國
聯合攻擊戰鬥機計劃由美國、英國、意大利、荷蘭、加拿大、土耳其、澳大利亞、挪威、丹麥、以色列和新加坡十一國共同出資。
各國投放的資金可以參考下列資料：
- 第一級合夥國（Level-I，合資10%）：在飛機性能設定方面擁有發言權 - 英國是唯一的第一級合夥國，提供25億美元的研發費用。
- 第二級合夥國（Level-II，合資5%）：在飛機性能限制方面擁有發言權 - 意大利提供大約10億美元；荷蘭提供大約8億美元。
- 第三級合夥國（Level-III，合資1-2%）：有權查閱開發資料 - 加拿大（4.4億美元），土耳其（1.75億美元），澳洲（1.44億美元），挪威（1.22億美元），丹麥（1.1億美元）。
- 安全合作成員（Security Cooperative Participants，優先顧客）（出資5,000萬美元）: - 以色列、新加坡

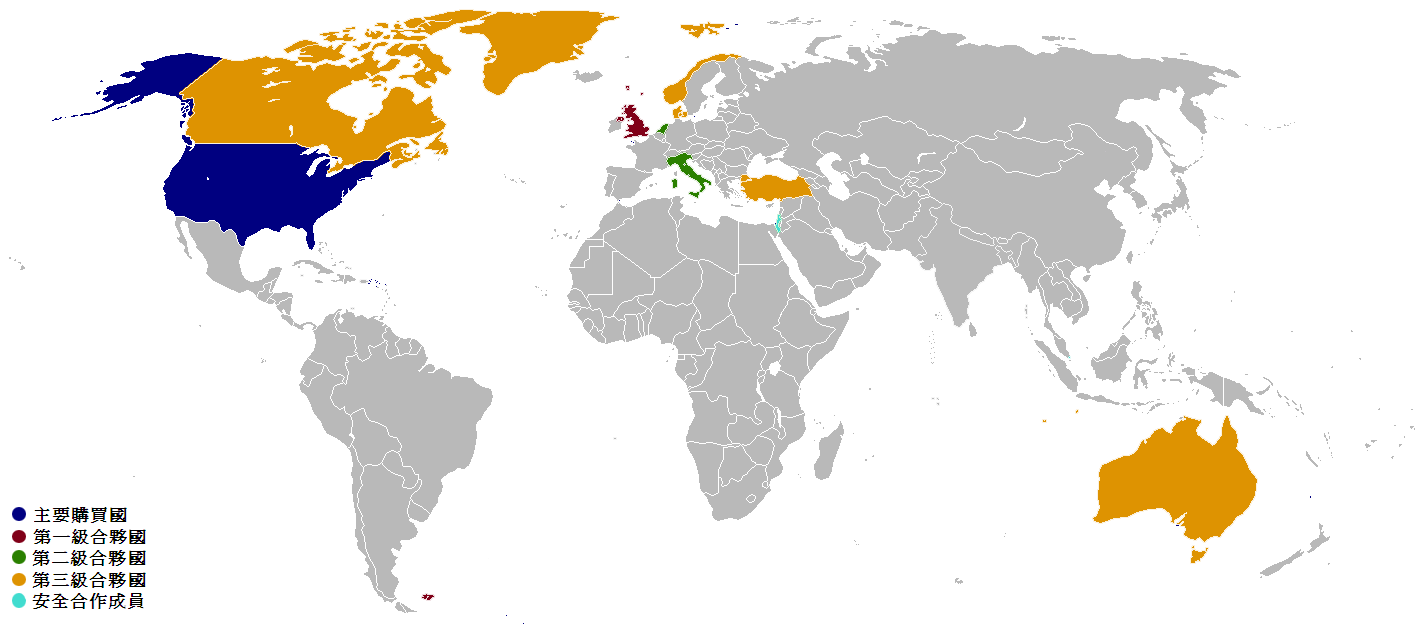
參與聯合攻擊戰鬥機計劃的國家:
主要購買國: 美國
第一級合夥國: 英國
第二級合夥國: 荷蘭和意大利
第三級合夥國: 加拿大、土耳其、澳大利亞、挪威和丹麥
安全合作成員: 以色列和新加坡

| 合夥國                                      | 購買量          | 型號                | 服役年              | 變動                                  |
| ------------------------------------------- | --------------- | ------------------- | ------------------- | ------------------------------------- |
|                                             | 72              | F-35A               | 2018                |                                       |
| 加拿大                                      | 88              | F-35A               | 2026（預計）        | 曾於2012年取消訂單，後於2023年1月恢復 |
| 丹麦                                        | 27              | F-35A               | 2021                |                                       |
| 美国 · 美國空軍 · 美國海軍 · 美國海軍陸戰隊 | 1763 273 353/67 | F-35A F-35C F-35B/C | 2013 2012 2016/2019 |                                       |
| 以色列                                      | 50              | F-35I               | 2016                |                                       |
| 義大利 · 義大利空軍 · 義大利海軍            | 60 30           | F-35A F-35B         | 2015 2019           |                                       |
| 挪威                                        | 52              | F-35A               | 2015                |                                       |
| 荷蘭                                        | 46              | F-35A               | 2016                |                                       |
| 英国                                        | 48              | F-35B               | 2015                |                                       |
| 土耳其                                      | 0               | F-35A               |                     | 已遭禁售                              |
| 新加坡                                      | 4               | F-35B               |                     |                                       |

## 外部連結
- JSF官方网站, Official JSF videos
- "Battle of the X-Planes." （页面存档备份，存于） 艾美獎得主電視記錄片，2003年2月4日。